# Knoxville (Georgia)
Knoxville település az Amerikai Egyesült Államok Georgia államában, Crawford megyében, melynek megyeszékhelye is. Lakosainak száma 65 fő (2020. április 1.).

## Népesség
A település népességének változása:

| 2010 | 69 |
| 2020 | 65 |